# Mondeville (Essonne)
Mondeville ist eine französische Gemeinde mit 724 Einwohnern (Stand 1. Januar 2022) im Département Essonne in der Region Île-de-France. Sie gehört zum Arrondissement Étampes und ist Mitglied im Gemeindeverband Communauté de communes des 2 Vallées.
Die Einwohner werden Mondevillois und Mondevilloises genannt.

## Geographie
Mondeville liegt acht Kilometer südwestlich von Mennecy. Die Gemeinde liegt im Regionalen Naturpark Gâtinais français.

## Geschichte
Der Ort wurde als Munda Villa oder Villa in Monte (Haus am Berg) zum ersten Mal im Jahre 980 erwähnt. Sie gehörte zur Kastellanei von Corbeil-Essonnes. Von 1451 bis zur Französischen Revolution gehörte Mondeville zum Zisterzienser-Frauenkloster Port Royal des Champs.
Nach der Revolution gehörte es bis 1964 zum Département Seine-et-Oise. Bis 1929 gehörte die Gemeinde zum Arrondissement Étampes, dann zum alten Arrondissement Corbeil-Essonnes, das 1966 aufgelöst wurde. Seit 1967 gehört Mondeville wieder zum Arrondissement Étampes.

## Kultur und Sehenswürdigkeiten
Das Flurkreuz von Mondeville, genannt Croix Rouge, ist seit 1969 als Monument historique klassifiziert. Es befindet sich im Besitz der Gemeinde.
Die Kirche Saint Martin stammt aus dem 12. Jahrhundert. Der Dachstuhl und Dachgewölbe wurden 1850 restauriert. Sie ist im Zusatzverzeichnis der Monuments historiques (historische Denkmale) eingetragen.
In den Bergen westlich von Mondeville gibt es Kletterrouten der Schwierigkeitsstufen 2b bis 6b.

## Wirtschaft
Haupterwerbszweige der Mondevillois sind Ackerbau und Viehzucht.